# 김희진의 음악편지
김희진의 음악편지는 BBS 라디오에서 매일 오후 4시 부터 5시까지 방송되는 음악 프로그램이다

## 방송
2024년 9월 9일 BBS 라디오에서"김희진의 음악편지"라는 이름으로 첫방송을 시작했다.
서울과 제주에서는 매일 송출되고, 울산과 청주는 주말에만 송출된다.

## 진행자
- 가수 김희진

제주특별자치도 서귀포시에서 태어났으며, 전주대학교 연극영화학과 학사 과정, 단국대학교 대학원 공연예술학과 석사 과정을 졸업했다.
2000년에 그룹 '라나에로스포'에서 '사랑은'이라는 곡을 발표해 가수로 데뷔하게 되었다. 2003년 솔로가수로 전향하여 솔로 1집 앨범 '꿈을 꾸는 여인'을 발표하였고 이후에도 많은 음반과 곡을 발표하며 중견 가수로서 활동을 계속하고 있다.
2012년과 2022년에 대한민국 연예예술상 여자 포크싱어상을 수상하였으며, 제주도로부터 '제주를 빛낸 예술인'에 선정되었으며, 2021년 대한가수협회 이사로 선출되었다.
김희진은 1세대 박인희, 2세대 양하영의 뒤를 잇는 3세대 포크 가수로 우리나라 포크 음악의 맥을 이어가고 있다.

## 방송 채널
- 서울 FM 101.9㎒
- 제주 FM 94.9㎒, 서귀포 FM 100.5㎒
- 울산 FM 88.3㎒ (주말)
- 청주 FM 96.7㎒ (주말)

기타 지역은 BBS불교방송 라디오 앱으로 청취할 수 있다

## 김희진의 음악편지 편성 취지
김희진의 음악편지는 7080 세대의 음악과 사연을 소개해 주는 프로그램으로, 7080 세대의 음악을 함께하고 그 시대의 가치를 되새기는 프로그램이다
7080 음악 프로그램을 찾기 어려운 요즘의 방송가에서 7080 음악과 그 시대를 풍미했던 아티스트 들을 만날 수 있는 중요한 방송 프로그램으로 평가된다.
김희진은 그동안 TV와 라디오 등에서 많은 프로그램의 진행을 하였으며, 김희진의 음악편지를 통하여 추억의 노래를 전하고, 그 시대에 감성을 공유하는 소중한 시간을 만들어 갈 것이다

## 요일별 코너
- 월요일 : 편지를 써요
- 화요일 : 노래들의 이야기
- 수요일 : 모든 노래는 한편의 시
- 목요일 : 오늘도 함께 가요
- 금요일 : 우리가 좋아했던 올드팝
- 토요일 : 사연과 신청곡
- 일요일 : 마음 에세이

### 요일별 코너 내용
- 월요일 : 다른 사람한에게서 받거나 내가 쓴 손 편지를 사진을 찍어 보내면 김희진이 소개를 한다.
- 화요일 : 추억의 드라마 명대사와 OST를 들려주고 드라마 제목을 맞추는 퀴즈로 진행된다.
- 수요일 : 강원석 시인이 출연하여 청취가가 보낸 자작 시를 소개하고 평가와 지도를 해준다.
- 목요일 : 7080 시대 가수들이 출연하여 근황과 활동을 얘기하고 라이브로 노래를 불러준다. (보이는 라디오이며 BBS 유튜브 채널로 실시간으로 방송을 보며 침여할 수 있다.)
- 금요일 : 7080 시대에 올드팝 명곡과 아티스트를 소개하고 노래를 들려준다.
- 토요일 : 한 주간 소개하지 못한 사연을 들려주고 한 주간의 신청곡을 들려준다.
- 일요일 : 작가들의 에세이와 글 등을 낭송해준다.

## 여담
- 진행자 김희진이 포크가수여서 가끔 통기타 라이브로 노래를 불러주는 코너를 진행한다.
- 7080 가수들이 출연하는 "오늘도 함께 가요" 코너에 첫출연자(9월 12일)는 해바라기 출신 가수 유익종이다.
이후 2024년 9월과 10월에 김도향, 강은철, 박학기, 황영익, 임백천, 장은숙 등의 가수들이 출연했다.
장은숙 이외의 가수들은 진행자 김희진과 친분이 깊은 인맥으로 분류된다.
- 김희진의 열성 팬들이 [김희진의 음악편지] 방송 다시 듣기와 오프닝 등을 들을 수 있는 밴드를 네이버에 개설하였으나 방송 저작권 문제로 2024년 11월부터 다시 듣기와 오프닝 등이 업로드 되지 않고 있다.
- 네이버의 [김희진의 음악편지] 밴드는 현재 예고편과 김희진의 주요 방송소식 등을 전하고 있다.
- 토요일과 일요일은 사전 녹음으로 방송된다. 토,일요일 외에도 김희진의 공연 스케줄이 있는 날도 녹음으로 방송되는 날이 있다.
- 김희진은 [김희진의 음악편지]의 진행을 맡기 전에 라디오 라이브 프로그램에 고정으로 많이 출연했었다.
- 2025년 1월 16일부터 목요일 코너 "오늘도 함께 가요" 코너의 보이는 라디오 방송을 시작하였으며, 보이는 라디오 첫출연자는 가수 이치현이다.
- 화요일 코너 "노래들의 이야기"는 올드팝 명곡을 소개하고 그 곡의 번안곡을 맞추는 퀴즈에서, 2025년 4월 8일부터 추억의 드라마 명대사와 OST를 들려주고 드라마 제목을 맞추는 퀴즈로 바뀌었다.